# Margarita Lorenzo de Reizábal
Margarita Lorenzo de Reizábal, (Bilbao, 1961) es una directora de orquesta y compositora española.
Nació en Bilbao, donde realizó los estudios Superiores de Piano y Composición con Premios de Honor Fin de Carrera en las disciplinas de Solfeo, Piano, Composición, Orquestación, Arte, Historia de la Música y Estética musical. Es licenciada en Medicina y Cirugía por la Universidad del País Vasco.
Desde temprana edad ha realizado una intensa labor concertista como pianista solista y de cámara, siendo pianista de la Orquesta Sinfónica de Bilbao desde 1982 hasta 1998. 
Acudió al curso de verano de dirección de orquesta en Canford (Surrey, Reino Unido) con los maestros R. Saglimbeni, G.Hurst, D. Ham, R. Houligan y N. Thompson. Ha realizado cursos de Dirección de Orquesta y de Ópera con Jesús López Cobos en Madrid.
En 1987 obtuvo por oposición la cátedra de Armonía-Composición del Conservatorio Municipal de Lejona. Desde 1993 es Directora Titular de la Joven Orquesta de Lejona, al frente de la cual ha realizado alrededor de 120 conciertos, así como la grabación de 6 discos compactos con obras sinfónicas, sinfónico corales y repertorio de obras de compositores vascos contemporáneos. Ha estrenado obras de los compositores K. Jenkins, J. Rutter, E. Sauter, X. Sarasola, etc. Ha dirigido en las principales salas de conciertos del País Vasco, así como en otras comunidades del estado y Francia. Al frente de la Joven Orquesta de Lejona (JOL) ha grabado 3 programas para “El Conciertazo” de RTVE que dirige Fernando Argenta.
Ha impartido cursos internacionales de piano y música de cámara y dirigido cursos de Análisis y Educación Musical para el profesorado del País Vasco, promovidos por el Gobierno Vasco, Diputación de Vizcaya y la Universidad del País Vasco. Así mismo, es coautora del libro “Análisis Musical: claves para entender e interpretar la música” (Ed. Boileau, Barcelona 2004). En mayo de 2009 se ha publicado su nuevo libro y DVD “EN EL PODIO:Manual de Dirección de Orquesta, Bandas, Coros y conjuntos ”, por encargo de la misma editorial catalana.
Cabe destacar los diversos premios internacionales obtenidos en el campo de la composición coral y como arreglista. Tiene publicadas varias colecciones de arreglos orquestales sobre obras de compositores vascos y ha colaborado como responsable pedagógica del proyecto musical que bajo el título “Aho Bete Kanta” recopila arreglos instrumentales de más de 200 temas de la música pop, folclore y rock de los últimos 40 años de la música vasca.
Desde diciembre de 2007 es profesora por oposición del Departamento de Composición del Centro Superior de Música del País Vasco (Musikene). Actualmente es Directora del Departamento de Análisis, Composición y Dirección en Musikene.